# 애련의 장미
《애련의 장미》(La Mort En Ce Jardin, Death In The Garden)는 호세 앙드레 라코르의 소설을 기반으로 루이스 부뉴엘 감독이 제작한 1956년 멕시코영화이다.

## 캐스팅
- 시몬느 시뇨레 - 진 역
- 찰스 버넬 - 캐스틴 역
- 조르쥬 막샬 - 샤크 역
- 미셀 피콜리 - 아버지 리사르디 역
- 티토 준코 - 첸코 역
- 루이스 아세베스 카스타네다 - 알베르토 역
- 조지 마르티네즈 드 호요스 - 캡틴 페레로 역
- 알베르토 페드렛 - 히메네스 소위 역
- 미셀 지라르동 - 마리아 캐스틴 역